# ザ・プレイス 運命の交差点
『ザ・プレイス 運命の交差点』（ザプレイスうんめいのこうさてん、The Place）は2017年のイタリアのサスペンス映画。
監督はパオロ・ジェノヴェーゼ、出演はヴァレリオ・マスタンドレアとマルコ・ジャリーニなど。
アメリカ合衆国で2010年と2012年に放送されたテレビドラマ『The Booth 〜欲望を喰う男』のリメイクで、ローマのカフェ「ザ・プレイス」の片隅に居座り続ける謎の男に様々な願いや悩みを持ちかけてくる相談者たちの運命の行方を描いた不条理群像劇である。
日本では2018年4月から5月にかけて開催された「イタリア映画祭2018」において『ザ・プレイス』のタイトルで上映された後、2019年4月5日から『ザ・プレイス 運命の交差点』のタイトルで一般公開された。

## ストーリー
ローマのカフェ「ザ・プレイス」に昼も夜も居座り続ける謎の男は、どんな願いも叶えてやる代わりに相談者に課題を命じている。
課題を遂行するか否かは相談者次第であり、強制されてはいないが、願いを叶えるために必死の相談者たちの中には、過酷で常軌を逸した課題を命じられて苦悩し、男を「怪物」と罵る者もいる。
映画では9人の相談者それぞれの願いや欲望、彼らに命じられた課題とその後などが、相談者と謎の男の会話のみで描かれ、その中で相談者同士の関係が徐々に明らかになっていく。その結果、願いを叶えた者もいれば、自らの意思で課題を遂行せずに願いを諦めた者もいる。また、願いが叶えられた否かにかかわらず、幸せになった者もいれば、不幸になった者もいる。
物語の最後で、悪い話を聞くことに疲れた謎の男が、親しくなりつつあったカフェの女性店員に「今の役回りを辞めたい」と漏らしたことで、男の代わりに女性店員が彼の願いを聞いてやると、男はいつもの席に荷物を残して姿を消す。

## キャスト
- 謎の男: ヴァレリオ・マスタンドレア - カフェ「ザ・プレイス」に居座り続ける男。どんな願いも叶える代わりに課題を命じる。
- エットレ: マルコ・ジャリーニ（イタリア語版） - 息子を捜している刑事。女性からの訴えをもみ消すことを命じられる。
- 修道女キアラ: アルバ・ロルヴァケル - 神を再び感じたい女性。妊娠を命じられる。
- アッズッラ: ヴィットリア・プッチーニ（イタリア語版） - 夫の愛を取り戻したい女性。隣人夫婦を別れさせることを命じられる。
- オドアクレ: ロッコ・パパレオ - ポスターの女性と関係したい工員。ある少女を守ることを命じられる。
- アレックス: シルヴィオ・ムッチーノ（イタリア語版） - 父親を憎む男。マルティーナと恋仲に。
- マルティーナ: シルヴィア・ダミーコ（イタリア語版） - 美しくなりたい女性。強盗を命じられる。
- ルイージ: ヴィニーチョ・マルキオーニ - 癌の息子を救いたい父親。見ず知らずの少女を殺すことを命じられる。
- フルヴィオ: アレッサンドロ・ボルギ - 盲目の青年。視力を取り戻すために女性を犯すことを命じられる。
- アンジェラ: サブリナ・フェリッリ - カフェ「ザ・プレイス」の女性店員。謎の男に関心あり。
- マルチェラ: ジュリア・ラッツァリーニ（イタリア語版） - 夫の認知症を治したい老婦人。人が集まる場所に爆弾を仕掛けることを命じられる。

## 受賞歴
| 賞                                   | 部門                     | 対象者                                                     | 結果       |
| ------------------------------------ | ------------------------ | ---------------------------------------------------------- | ---------- |
| 第63回ダヴィッド・ディ・ドナテッロ賞 | 監督賞                   | パオロ・ジェノヴェーゼ                                     | ノミネート |
| 第63回ダヴィッド・ディ・ドナテッロ賞 | 主演男優賞               | ヴァレリオ・マスタンドレア                                 | ノミネート |
| 第63回ダヴィッド・ディ・ドナテッロ賞 | 助演女優賞               | ジュリア・ラッツァリーニ                                   | ノミネート |
| 第63回ダヴィッド・ディ・ドナテッロ賞 | 脚色賞                   | パオロ・ジェノヴェーゼ イザベル・アギラル                  | ノミネート |
| 第63回ダヴィッド・ディ・ドナテッロ賞 | 撮影賞                   | ファブリッツィオ・ルッキ                                   | ノミネート |
| 第63回ダヴィッド・ディ・ドナテッロ賞 | 編集賞                   | コンスエロ・カトゥッチ                                     | ノミネート |
| 第63回ダヴィッド・ディ・ドナテッロ賞 | 歌曲賞                   | マリアンヌ・ミラージュ 「The Place」                       | ノミネート |
| 第63回ダヴィッド・ディ・ドナテッロ賞 | ダヴィッド・ジョヴァニ賞 | パオロ・ジェノヴェーゼ                                     | ノミネート |
| 第73回ナストロ・ダルジェント賞       | 製作賞                   | Lotus Production メドゥーサ・フィルム ジャンパオロ・レッタ | ノミネート |
| 第73回ナストロ・ダルジェント賞       | 主演男優賞               | ヴァレリオ・マスタンドレア                                 | ノミネート |
| 第73回ナストロ・ダルジェント賞       | 助演男優賞               | ヴィニーチョ・マルキオーニ                                 | ノミネート |
| 第73回ナストロ・ダルジェント賞       | 助演女優賞               | サブリナ・フェリッリ                                       | ノミネート |
| 第73回ナストロ・ダルジェント賞       | 歌曲賞                   | マリアンヌ・ミラージュ 「The Place」                       | ノミネート |